# Velocidade radial
Em astronomia, velocidade radial é a velocidade de um objeto na direção da linha de visada, isto é, a velocidade com que o objeto se aproxima ou se afasta do observador enquanto que a velocidade angular é esse afastamento, medido em graus por um terceiro observador , no caso, transversalmente posicionado. Estudando as ondas de luz, descobriu-se que quando dois pontos luminosos se aproximam ou se afastam um do outro o espectro da luz sofria diferenças, esse efeito foi utilizado para medir a velocidade de afastamento dos objetos celestes. Desse modo, astronomicamente, ficou definido que o  afastamento radial é o único imediatamente detectável enquanto que o angular depende da comparação de dois registros fotográficos obtidos em épocas diferentes. Quando a velocidade radial de um objeto celeste luminoso é suficientemente alta, pode-se observar a ação do efeito Doppler sobre a luz. No efeito Doppler, o comprimento de onda da luz diminui para objetos que estão se aproximando do observador (blueshift ou desvio para o azul) e aumenta para objetos que estão se afastando do observador (redshift ou desvio para o vermelho).
A velocidade radial de uma estrela (ou de outro objeto celeste luminoso) é praticamente a única detectável em grandes distâncias e pode ser medida através do exame espectroscópio ou seja da comparação dos comprimentos de onda observados em seu espectro  com os comprimentos de onda medidos em laboratório. Quanto maior for a resolução do espectro, maior será a precisão na medida da velocidade radial. Por convenção, ficou definido que uma  velocidade radial positiva  indica que o objeto está se afastando do observador e  negativa  quando o objeto está se aproximando.
Em muitas estrelas binárias, o movimento orbital causa variações detectáveis na velocidade radial de suas componentes, da ordem de vários quilômetros por segundo, contudo , face as imensas distâncias, nunca se percebe o movimento angular. Como os espectros dessas estrelas variam ao longo do tempo devido ao efeito Doppler, elas são chamadas de binárias espectroscópicas. O estudo da velocidade radial pode ser usado para estimar as massas das estrelas, e alguns dos elementos orbitais, tais como a excentricidade e o semi-eixo maior. 
O mesmo método também tem sido usado para detectar exoplanetas orbitando ao redor de estrelas. Através da medida do movimento da estrela pode-se determinar o período orbital do planeta, enquanto que a amplitude do deslocamento permite calcular um limite inferior para a massa do planeta. Métodos baseados na velocidade radial só permitem uma estimativa para o limite inferior da massa, pois a perturbação sobre o movimento da estrela causada por um planeta grande (massivo) orbitando em um plano muito inclinado em relação à linha de visada é igual à perturbação causada por um planeta menor orbitando em um plano orbital com pequena inclinação em relação à linha de visada. 